# Phoronis
Phoronis — один з двох сучасних родів типу Фороніди (Phoronida). Тіло має дві секції, кожен з його власним целомом. Травна система складається з лофофори, який є продовженням стінки целому і оточується щупальцями, і кишківника U-подібної форми. Діагностична особливість, яка відрізняє цей рід, — відсутність епідермального впинання в основі лофофори.

## Таксономія
Phronis architecta є синонімом Phoronis psammophila. Так само Phoronis vancouverensis є синонімом Phoronis ijimai
- Phoronis australis
- Phoronis hippocrepia
- Phoronis ijimai
- Phoronis muelleri
- Phoronis ovalis
- Phoronis pallida
- Phoronis psammophila[3]